# Джон Джозеф Келлі
Джон Джозеф Келлі (англ. John Joseph Kelly; нар. 24 червня 1898, Чикаго — пом. 20 листопада 1957, Чикаго) — американський військовослужбовець, рядовий Корпусу морської піхоти США. Один з 19 військовослужбовців США двічі кавалерів Медалі Пошани, удостоєний найвищої відзнаки за проявлений героїзм на полі бою.

## Біографія
Джон Джозеф Келлі народився в Чикаго, штат Іллінойс, 24 червня 1898 року. 15 травня 1917 року він був зарахований рядовим до Корпусу морської піхоти США в Порт-Роялі, штат Південна Кароліна. 5 вересня 1917 року вступив на службу до 7-ї роти 6-го полку морської піхоти у Квантіко, штат Вірджинія, а 12 вересня 1917 року його перевели до 78-ї роти. 19 січня 1918 року його полк вирушив з Філадельфії, штат Пенсільванія, на кораблі «Гендерсон» до Європи і 5 лютого 1918 року прибув до Сен-Назера.
Рядовий Келлі брав участь у боях у Шато-Тьєррі, Сен-Міель, за хребет Бланк Мон і в Мез-Аргоннському наступі. У відчайдушних боях за хребет Бланк Мон він вирвався «на 100 ярдів попереду лінії фронту і атакував вороже кулеметне гніздо», за що був нагороджений медалями Пошани армії та флоту.
Він також брав участь у марші до річки Рейн і в окупації плацдарму Кобленц з 17 листопада по 12 грудня 1918. 14 серпня 1919 року рядового Келлі з почестями звільнили в запас з відмінними характеристиками.
Обставини нагородження командира Келлі Почесною медаллю були унікальними. Нагороду йому вручив особисто генерал Джон Першинг, головнокомандувач Американських експедиційних сил, коли рядовий Келлі служив у складі окупаційної армії в Німеччині. Разом з ним на нагородженні були генерал-майори армії США Джозеф Т. Дікман, Чарльз Генрі Муір, Вільям Г. Гаан і Джон Л. Гайнс.
20 листопада 1957 року Джон Келлі помер у Чикаго і був похований на кладовищі Всіх Святих, Дес-Плейнс, Іллінойс.